# Premio Sokolov
El Premio Sokolov es un premio de periodismo israelí, otorgado por el Ayuntamiento de Tel Aviv, en memoria de Nahum Sokolow.
La primera edición del premio se celebró en 1956, inicialmente se entregaba a periodistas de prensa escrita y desde 1981 también a periodistas de medios de comunicación electrónicos. Es considerado el premio más relevante del periodismo israelí junto al Premio de Israel para el Periodismo.   
El premio se otorga anualmente, en la proximidad de la fecha del nacimiento de  Nahum Sokolow (ה' בשבט, calendario hebreo), o en el aniversario de su muerte (י"ב באייר, calendario hebreo). 

## Objetivos
El premio se otorga para destacar la excelencia periodística y para premiar los logros excepcionales en periodismo de investigación.

## Comité de jueces
El estatuto del Premio Sokokov estipula que el alcalde designará un comité de selección, que constará de tres miembros, con el fin de elegir a los jueces en el comité de premios. El comité de selección deberá incluir una figura de la academia, un jurista y un representante del alcalde. El alcalde luego traerá la composición del comité de selección a la aprobación del consejo de la ciudad. El comité de selección deberá componer el Comité de Jueces que incluirá a dos periodistas principales, dos figuras de la academia y un representante del municipio. Por lo general, la composición del Comité de Jueces, que selecciona a los ganadores de los medios impresos, es diferente de aquellos que determinan los ganadores de los medios electrónicos. 

## El premio
Los ganadores reciben un premio monetario. En 2007, el premio era 18,000 shekels.

## Ganadores
| Año  | Nombre                                                                    | Notas/otorgaron por |
| ---- | ------------------------------------------------------------------------- | ------------------- |
| 1956 | David Zakai                                                               |                     |
| 1956 | Yosef Yambur                                                              |                     |
| 1956 | Benzion Katz                                                              |                     |
| 1956 | Ezriel Carlebach                                                          |                     |
| 1956 | Ephraim Talmi                                                             |                     |
| 1958 | Yehuda Gotthelf                                                           |                     |
| 1958 | Yosef Heftman                                                             |                     |
| 1958 | Aryeh Navon                                                               |                     |
| 1958 | Ephraim Kishon                                                            |                     |
| 1958 | Ezra Rivlis                                                               |                     |
| 1959 | David Lazar                                                               |                     |
| 1959 | Uri Keysari                                                               |                     |
| 1959 | Haim Shrer                                                                |                     |
| 1959 | Moshe Sharett                                                             | -                   |
| 1961 | Rafael Bashan                                                             |                     |
| 1961 | Herzl Berger                                                              |                     |
| 1961 | Haim Gouri                                                                |                     |
| 1964 | Michael Barra-Zohar                                                       | -                   |
| 1964 | Yitzhak Gruenbaum                                                         |                     |
| 1964 | Kuf' Shabtai                                                              | -                   |
| 1966 | Ruth Bondy                                                                |                     |
| 1966 | Herzl Rosenblum                                                           |                     |
| 1969 | Haim Hefer                                                                | -                   |
| 1969 | Isaac Ramba                                                               |                     |
| 1972 | Hana Zemer                                                                | -                   |
| 1972 | Baruch Nadal                                                              | -                   |
| 1972 | Ya'akov Rabi                                                              | -                   |
| 1975 | Yeshayahu Avrech                                                          | -                   |
| 1975 | Mark Geffen                                                               |                     |
| 1975 | Shalom Rosenfeld                                                          |                     |
| 1975 | Ze'ev Schiff                                                              |                     |
| 1977 | Aryeh Disenchick                                                          |                     |
| 1977 | Haviv Canaan                                                              |                     |
| 1981 | Michael Assaf                                                             |                     |
| 1981 | Nahum Barnea                                                              |                     |
| 1981 | Ya'akov Farkash (Ze'ev)                                                   |                     |
| 1984 | Haim Isaac                                                                |                     |
| 1984 | Ya'akov Erez, Avi Bettelheim, Avraham Tirosh                              |                     |
| 1985 | Eitan Almog                                                               |                     |
| 1985 | Yossi Goddard                                                             |                     |
| 1985 | Ziv Yonatan                                                               |                     |
| 1985 | Ehud Yaari                                                                |                     |
| 1985 | Israel canal público 1,Radio de Ejército del Israel y Kol Yisrael equipos |                     |
| 1988 | Gideon Greif                                                              |                     |
| 1988 | Edna Pe'er                                                                |                     |
| 1988 | Avshalom Kor                                                              |                     |
| 1988 | Danny Rubinstein                                                          |                     |
| 1988 | Nehemia Shtrasler                                                         |                     |
| 1993 | Itai Anghel                                                               |                     |
| 1993 | Dov Barra-Nir                                                             |                     |
| 1993 | Dudu Dayan                                                                |                     |
| 1993 | Yehudith Lutz                                                             |                     |
| 1993 | Shlomo Nakdimon                                                           |                     |
| 1993 | Hanna Kim                                                                 |                     |
| 1993 | Gideon Remez                                                              |                     |
| 1993 | Shlomo Nizan, Yair Garbuz, Danny Carmen, Tirtzah Eisenberg                |                     |
| 1998 | Michael Handelzalts                                                       |                     |
| 1998 | Mishe Zack                                                                |                     |
| 1998 | Rafik Halabi                                                              |                     |
| 1998 | Tommy Lapid                                                               |                     |
| 1998 | Carmela Menashe                                                           |                     |
| 1998 | Moshe Negbi                                                               |                     |
| 1998 | Sever Plocker                                                             |                     |
| 1998 | Doron Rosenblum                                                           |                     |
| 2000 | Mordechai Gilat                                                           |                     |
| 2000 | Nathan Zahavi                                                             |                     |
| 2000 | Dov Yodkovsky                                                             |                     |
| 2000 | Yehiel Limor Y Rafi Mann                                                  |                     |
| 2000 | Amos Carmeli                                                              |                     |
| 2000 | Michal Niv                                                                |                     |
| 2000 | Einat Fishbein                                                            |                     |
| 2002 | Mordechai Naor                                                            |                     |
| 2002 | Anat Tal Shir Y Zadoc Yehezkeli                                           |                     |
| 2002 | Razi Barkai                                                               |                     |
| 2002 | Nakdimon Rogel                                                            |                     |
| 2002 | Oded Shahar                                                               |                     |
| 2004 | Uri Avnery                                                                |                     |
| 2004 | Daniel Ben-Simon                                                          |                     |
| 2004 | Emmanuel Halperin                                                         |                     |
| 2004 | Hanoch Marmari                                                            |                     |
| 2004 | Ruvik Rosenthal                                                           |                     |
| 2004 | Mickey Rosenthal                                                          |                     |
| 2004 | Muli Shapira                                                              |                     |
| 2005 | Ya'akov Ahimeir                                                           |                     |
| 2005 | Ben Shani                                                                 |                     |
| 2005 | Gideon Eshet                                                              |                     |
| 2005 | Guy Leshem                                                                |                     |
| 2006 | Uzi Benizman                                                              |                     |
| 2006 | Ruth Sinai                                                                |                     |
| 2006 | Nissim Mishal                                                             |                     |
| 2006 | Itai Landsberg                                                            |                     |
| 2007 | Shlomi Eldar                                                              |                     |
| 2007 | Yaron Londres                                                             |                     |
| 2007 | Uri Klein                                                                 |                     |
| 2007 | Corrió Resnik                                                             |                     |
| 2008 | Aryeh Golan                                                               |                     |
| 2008 | Yaron Dekel                                                               |                     |
| 2008 | Uri Elitzur                                                               |                     |
| 2009 | David Witzthum                                                            |                     |
| 2009 | Omri Asenheim                                                             |                     |
| 2009 | Zvi Barel                                                                 |                     |
| 2009 | Yossi Melman                                                              |                     |
| 2011 | Yigal Sarna                                                               |                     |
| 2011 | Vardi Kahana                                                              |                     |
| 2011 | Haim Rivlin                                                               |                     |
| 2011 | Raviv Drucker                                                             |                     |
| 2017 | Yoel Marcus                                                               |                     |
| 2017 | Ronen Bergman                                                             |                     |
| 2017 | Itai Anghel                                                               |                     |